# Dogpool
Dogpool é um cão que virou super-herói e parceiro de Deadpool. O personagem foi introduzido no universo alternativo do anti-herói.

## História
A primeira aparição de Dogpool foi em Prelude to Deadpool Corps #3, sendo um personagem principal nessa edição e na subsequente série de Deadpool Corps.
A versão desse universo de Deadpool apareceu pela última vez em Deadpool Kills Deadpool #1, de 2013. Nessa história, o anti-herói é morto pela sua versão vilã de um universo alternativo.
Em 2024, durante o San Diego Comic-Con, a Marvel Comics anunciava que a série de quadrinhos Dogpool, criada por Mackenzie Cadenhead e Enid Balám, traria agora novos personagens: Catpool e Mousepool.

## Biografia de personagem fictício
Dogpool pertence ao Multiverso da Marvel intitulado Terra-103173. Nele, Wilson, o Dogpool, foi exposto a vários testes em animais por uma empresa de cosméticos chamada Babeline, em um projeto chamado Mascara-X, que tinha como objetivo conceder aos seus clientes a juventude eterna.
Após ser exposto a uma série de experimentos, Wilson foi abandonado à própria sorte em uma lixeira, mas conseguiu escapar de uma possível morte e foi encontrado por um circo.
Durante sua estadia, ele fazia vários truques que desafiavam a morte e acabou adotando o nome “Deadpool”.
Posteriormente, ele é resgatado pelo próprio Deadpool, porém da Terra-616, e viria a se unir ao Deadpool Corps, que é uma equipe de super-heróis composta por várias versões do anti-herói.
No grupo, Dogpool vira amigo de Kidpool, a versão infantil de Deadpool, mas seria morto por uma versão maligna de Deadpool.

## Em outras mídias

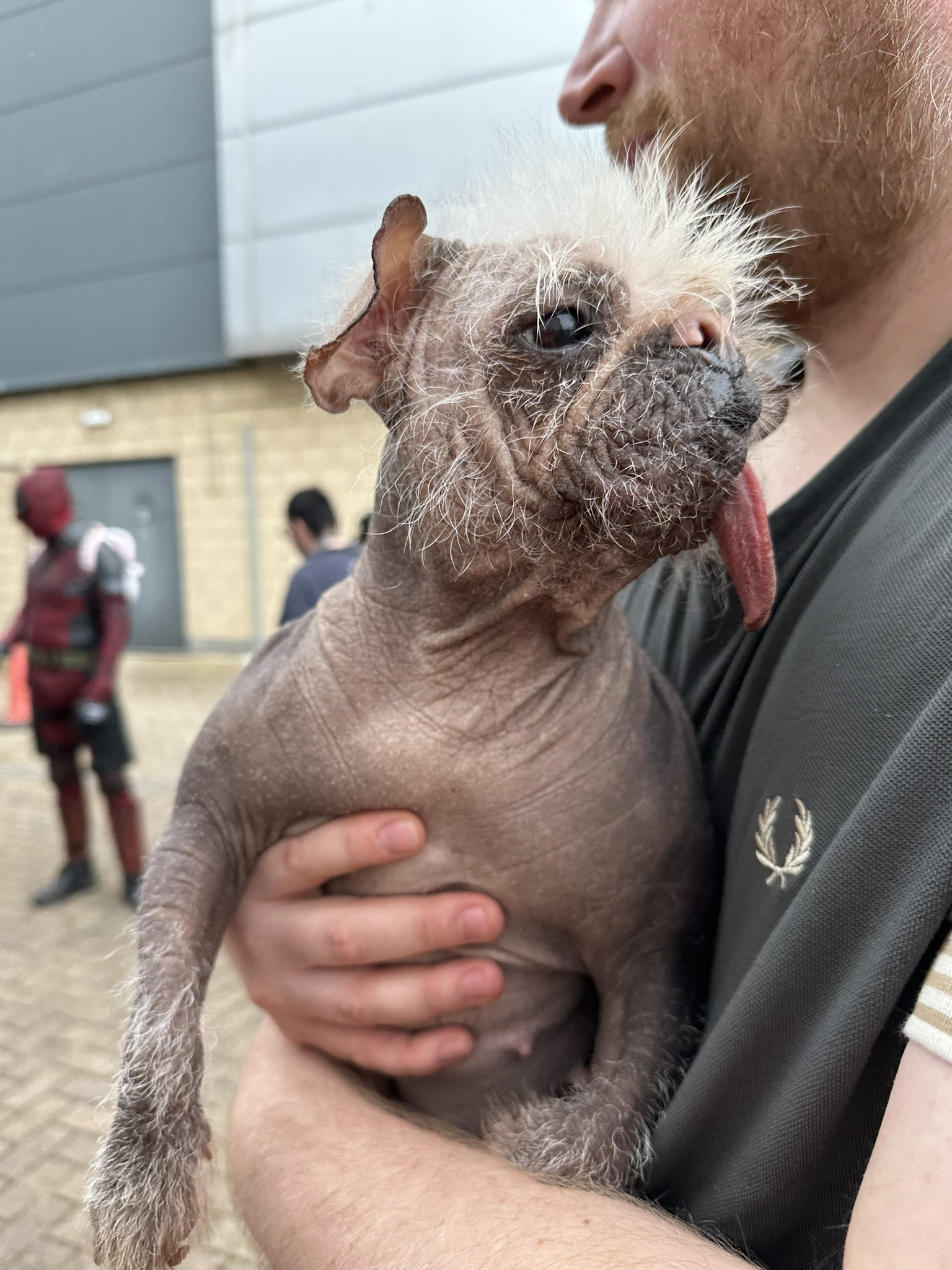
Peggy, a atriz de Dogpool em Deadpool & Wolverine

Dogpool estreou pela primeira vez no cinema no filme Deadpool & Wolverine, em 2024, como parte do Universo Cinematográfico Marvel.
Nesta versão, Dogpool é uma cachorrinha. Retratada por Peggy, ela ficou conhecida mundialmente por ganhar o título de “Cachorro Mais Feio da Grã-Bretanha”. A participação de Peggy foi anunciada pelo protagonista de Deadpool, Ryan Reynolds em sua conta no X (antigo Twitter), em 9 de novembro de 2023.
Após Peggy ser anunciada, Ryan Reynolds revelou que a inclusão da cachorrinha no filme era porque ela seria a “manifestação animal de Wade Wilson”.